# Catatone schizofrenie
Catatone schizofrenie of schizofrenie van het catatone type is een vorm van schizofrenie waarbij voornamelijk catatone motorische symptomen op de voorgrond treden, die uiterste vormen aan kunnen nemen. Het wordt gerekend tot het schizoïde spectrum.
Voor diagnose moet zijn voldaan aan de algemene criteria voor schizofrenie en catatonie (zie aldaar).
Dit is een verouderde diagnose, die in DSM-5 is overgegaan in 293.89A Catatonie bij een andere psychische stoornis (catatonie als specificatie).